# Boris Sokolovsky

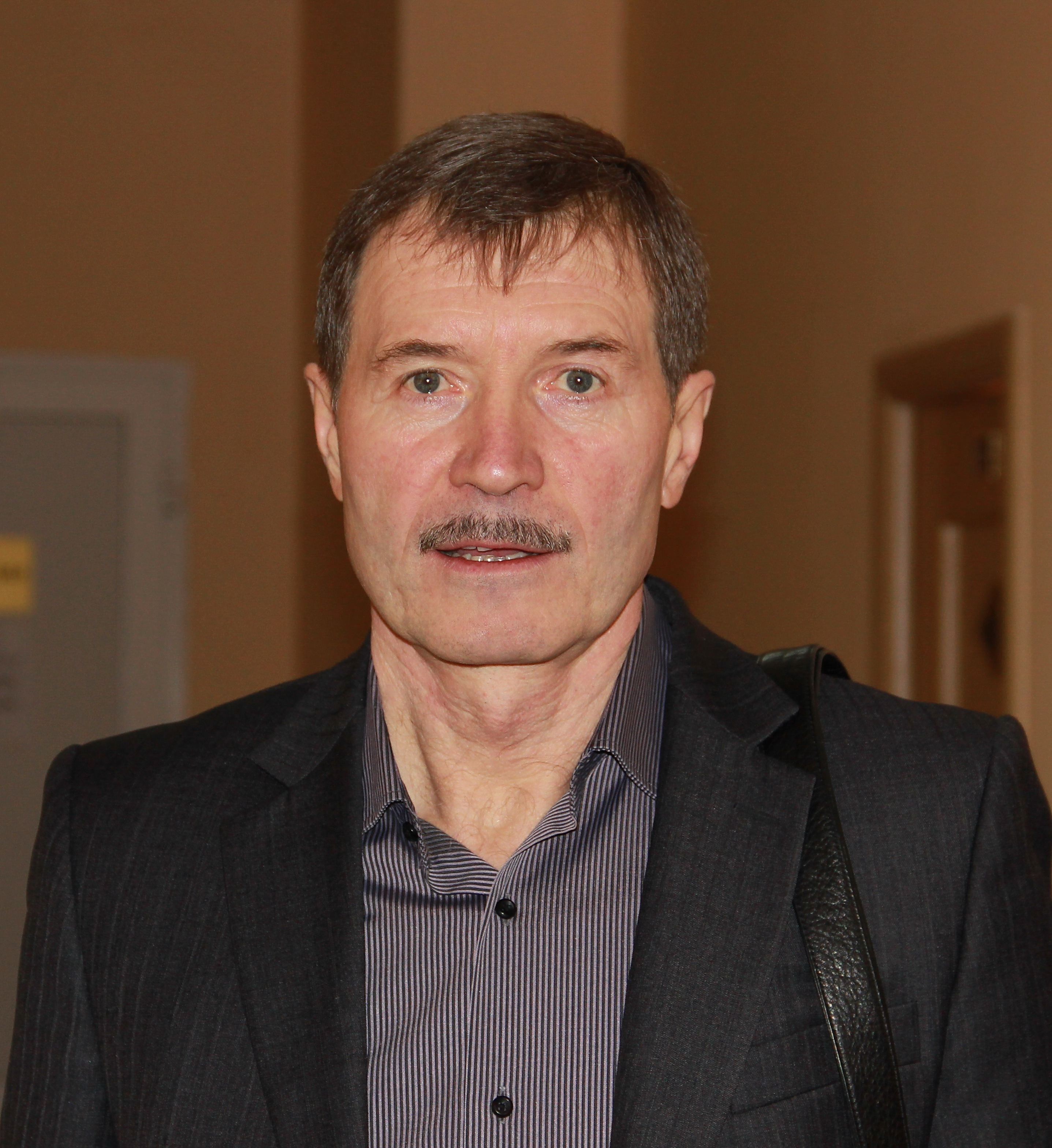
Boris Sokolovsky em 2012

Boris Ilyich Sokolovsky  (em russo:  Борис Ильич Соколовский, nascido em 9 de dezembro de 1953) é um ex-jogador e treinador russo de basquetebol. Comandou a seleção russa feminina nos Jogos Olímpicos de 2012 e levou a equipe ao quarto lugar.